# Andzseti
Andzseti (ˁnḏ.tỉ) az ókori egyiptomi vallás egyik istene. A 9. alsó-egyiptomi nomosz helyi istensége volt, kultuszközpontja a nomosz fővárosa, Buszirisz – egyiptomi nevén Andzset vagy Dzsedu; nevét is innen kapta. Lehetséges, hogy alakja egy korai, istenített uralkodón alapszik, vagy valamiképpen a királyság megtestesítőjét látták benne. A Piramisszövegekben ő az egyik, akivel az elhunyt királyt azonosítják. Később alakja beolvadt Oziriszébe.
Termékenységi aspektusa is volt, a Koporsószövegekben „keselyűk bikája”-ként említik, ezzel valószínűleg arra utalnak, hogy több istennő párja is volt.

## Ikonográfiája
Emberalakban, istenített uralkodóként ábrázolták, több olyan attribútummal, amit később Ozirisz is átvett: már a IV. dinasztia idejétől kezdve atef-korona volt a fején. Az Andzsetinek emelt ún. dzsed-oszlop is az Ozirisz-szimbólumok közé tartozik. Kezében két jogart tartott, Oziriszhez hasonlóan.

## Kultusza
Mivel korán beolvadt Oziriszbe, kultuszáról nehéz pontos képet alkotni, de Alsó-Egyiptomban elterjedt volt. A IV. dinasztiabeli Sznofru fáraó is ábrázoltatta magát Andzseti koronájával. Ozirisz megjelenése után is említik különálló istenségként, de gyakran együtt; az újbirodalom idején, I. Széthi abüdoszi templomában a fáraó az Ízisz kísérte Ozirisz-Andzseti előtt mutat be áldozatot.